# Порошенко Олексій Петрович
Порошенко Олексій Петрович (нар. 6 березня 1985, м. Київ) — український політик та дипломат. Народний депутат України 8-го скликання, старший син  П'ятого Президента України Петра Порошенка.

## Біографія
У 2002 році закінчив Кловський ліцей, Україна.
З 2001 по 2002 роки навчався у Eton College, Сполучене Королівство.
З 2002 по 2003 роки навчався у Winchester College, Сполучене Королівство.
З 2002 по 2006 роки навчався у Київському національному університеті ім. Т. Шевченка, Інститут міжнародних відносин.
З 2004 по 2007 роки навчався у Лондонській школі економіки, Сполучене Королівство.
У 2008 році закінчив Інститут міжнародних відносин КНУ ім. Шевченка (спеціальність «Міжнародний бізнес»), Лондонську школу економіки і політичних наук.
З 2011—2012 роки навчання в бізнес школі INSEAD (Diversity Fund Scholarship) у Франції та Сінгапурі.
У 2014 році добровільно пішов служити до Збройних сил України на Донбасі під іншим прізвищем. Служив командиром мінометного розрахунку.

## Трудова діяльність

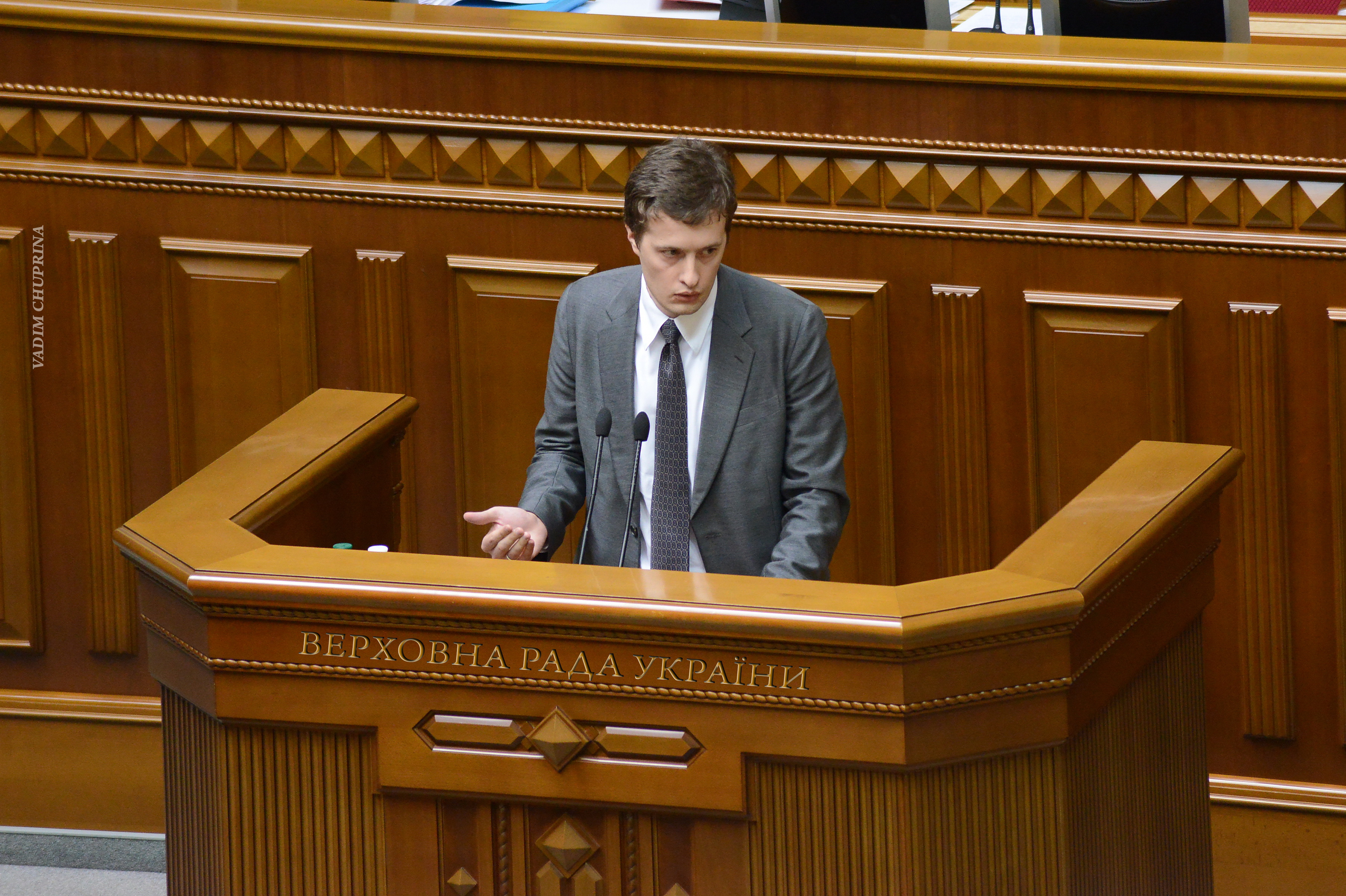
Верховна Рада України

У 2006 році працював у банку Merrill Lynch, посада аналітик.
Протягом 2007—2009 років працював у ДП "КК «Рошен» на посаді економіста з фінансової роботи.
У 2009 році працював у ДП "КК «Рошен» на посаді менеджера зі збуту територіального відділу.
Протягом 2009—2010 років працював у Міністерстві економіки України на посаді Радника відділу радників департаменту забезпечення роботи міністра.
З січня по серпень 2010 року був заступником керівника торговельно-економічної місії Генерального консульства України в Китаї (батько в цей період обіймав посаду Міністра закордонних справ України).
З серпня по вересень 2010 року — в.о. заступника керівника торговельно-економічної місії в Генеральному консульстві.
З вересня 2010 по червень 2011 року — віце-консул відділу з економічних питань в Генеральному консульстві в Шанхаї.
З 2016 - 2019 роки був заступником генерального директора із зовнішньо-економічних зв'язків ПрАТ "Продовольча компанія «Поділля».
У жовтні 2014 року Олексій Порошенко був обраний народним депутатом України від партії «Блок Петра Порошенка» по одномандатному виборчому окрузі № 12 у Вінницькій області. Відповідно до даних Центральної виборчої комісії України, Олексій Порошенко набрав 64,04 %, або 62 359 голоси виборців за результатами підрахунку 100 % електронних протоколів дільничних комісій. Згідно Регламенту Верховної Ради України, Олексій Порошенко увійшов до складу Комітету з питань податкової та митної політики.

### Міжнародна діяльність
Керівник групи з міжпарламентських зв'язків з Республікою Сінгапур.
Член української делегації в Міжпарламентському Союзі (МПС). 11 квітня 2017 року Олексій Порошенко виступаючи на брифінгу у Верховній Раді заявив, що Україна бойкотуватиме проведення Асамблеї Міжпарламентського Союзу (МПС) в Санкт-Петербурзі і закликає до цього інші країни.

### Війна на сході України
2014-го року добровільно вступив до лав ЗСУ і воював у зоні АТО. У листопаді під час інтерв'ю він пояснив, що воював під прізвиськом Анисенко, щоб не піддавати небезпеці людей навколо нього. Батальйон, у якому воював Олексій Порошенко, базувався під Краматорськом.
22 серпня 2014 року в ефірі «5 каналу» учасник переговорної групи Антитерористичного центру Ю. Тендіт підтвердив, що бачив Олексія Порошенка в наметі одного з таборів.

### Громадська діяльність
Протягом 2013—2014 років — депутат Вінницької обласної ради, член постійної комісії обласної Ради з питань соціально-економічного розвитку, бюджету та фінансів. Обраний депутатом Вінницької обласної ради на довиборах, які відбулися 24 лютого 2013 по округ № 3 (Бершадь, Бершадський район). За його кандидатуру проголосувало майже 80 % виборців.
21 вересня 2018 року, за версією незалежної аналітичної платформи VoxUkraine, за Індексом підтримки реформ, Олексій Порошенко увійшов в десятку найефективніших народних депутатів восьмої сесії Верховної Ради України восьмого скликання, які підтримували реформаторські закони.

### Законотворча діяльність
Олексій Порошенко став співавтором прийнятого 2 лютого 2016 року Верховною Радою України законопроєкту № 3150 "Про внесення зміни до статті 15 Закону України «Про статус ветеранів війни, гарантії їх соціального захисту» щодо посилення соціального захисту членів сімей загиблих.
Законопроєкт передбачає відміну абсолютно несправедливого обмеження у наданні пільг сім'ям тих, хто загинув, захищаючи Україну.
Олексій Порошенко став автором низки законодавчих ініціатив. Серед яких:
| Реєстраційний номер законопроєкту | Дата реєстрації        | Назва законопроєкту |
| --------------------------------- | ---------------------- | --- |
| 1817                              | 22 січня 2015 року     | Проєкт Закону про внесення змін до пункту 2 "Прикінцевих положень" Закону України "Про внесення змін до Податкового кодексу України" щодо звільнення від оподаткування продукції оборонного призначення |
| 2202                              | 23 лютого 2015 року    | Проєкт Закону про внесення зміни до підрозділу 2 розділу ХХ "Прикінцеві положення" Податкового кодексу України щодо спеціальних засобів індивідуального захисту                                         |
| 2202                              | 23 лютого 2015 року    | Проєкт Закону про внесення зміни до підрозділу 2 розділу ХХ "Прикінцеві положення" Податкового кодексу України щодо спеціальних засобів індивідуального захисту                                         |
| 2203                              | 23 лютого 2015 року    | Проєкт Закону про внесення зміни у розділу ХХІ "Прикінцеві та перехідні положення" Митного кодексу України щодо спеціальних засобів індивідуального захисту                                             |
| 2203                              | 23 лютого 2015 року    | Проєкт Закону про внесення зміни у розділу ХХІ "Прикінцеві та перехідні положення" Митного кодексу України щодо спеціальних засобів індивідуального захисту                                             |
| 2599-1                            | 23 квітня 2015 року    | Проєкт Закону про внесення змін до Закону України "Про вищу освіту" щодо встановлення обмежень при обранні на посаду (призначення виконувача обов'язків) керівника вищого навчального закладу           |
| 3150                              | 18 вересня 2015 року   | Проєкт Закону про внесення зміни до статті 15 Закону України "Про статус ветеранів війни, гарантії їх соціального захисту" щодо посилення соціального захисту членів сімей загиблих                     |
| 3442                              | 10 листопада 2015 року | Проєкт Закону про внесення змін до Кодексу законів про працю України (щодо гармонізації законодавства у сфері запобігання та протидії дискримінації із правом Європейського Союзу)                      |
| 4014-а                            | 15 липня 2016 року     | Проєкт Закону про внесення змін до Закону України "Про джерела фінансування дорожнього господарства України" щодо удосконалення механізму фінансування дорожньої галузі                                 |
| 4015-а                            | 15 липня 2016 року     | Проєкт Закону про внесення змін до Бюджетного кодексу України щодо удосконалення механізму фінансування дорожньої галузі                                                                                |
| 4646-д                            | 16 червня 2016 року    | Проєкт Закону про внесення змін до Закону України "Про бухгалтерський облік та фінансову звітність в Україні" (щодо удосконалення деяких положень)                                                      |
| 6016-д                            | 23 жовтня 2017 року    | Проєкт Закону про аудит фінансової звітності та аудиторську діяльність |
| 8556                              | 04 липня 2018 року     | Проєкт Закону про внесення змін до деяких законодавчих актів України щодо доступу осіб з особливими освітніми потребами до освітніх послуг                                                              |

### Під час повномасштабного вторгнення
До повномасштабного вторгнення Росії в Україну разом з сім'єю виїхав у Лондон.

## Сім'я
- Дружина: Юлія Порошенко (Аліханова) — закінчила Санкт-Петербурзький державний інженерно-економічний університет, стратегічний консультант консалтингової фірми McKinsey & Company, одружились 7 вересня 2013 р.
- Син: Петро Порошенко.
- Донька: Єлизавета Порошенко[25].
- Батько: Порошенко Петро Олексійович — п'ятий Президент України.
- Мати: Порошенко Марина Анатоліївна — Голова Ради Благодійного фонду Петра Порошенка.